# Vellozia glabra
Vellozia glabra är en enhjärtbladig växtart som beskrevs av Johann Christian Mikan. Vellozia glabra ingår i släktet Vellozia och familjen Velloziaceae. Inga underarter finns listade.